# Lista de presidentes do Sudão
Esta é uma lista dos Presidentes e Chefes de Estado do Sudão desde a independência em 1956.

## Lista de chefes de Estado do Sudão
| №                                          | Retrato                        | Nome                                   | Mandato                        | Mandato                            | Partido                                      | Eleição                        |
| República do Sudão (1956-1969)             | República do Sudão (1956-1969) | República do Sudão (1956-1969)         | República do Sudão (1956-1969) | República do Sudão (1956-1969)     | República do Sudão (1956-1969)               | República do Sudão (1956-1969) |
| ------------------------------------------ | ------------------------------ | -------------------------------------- | ------------------------------ | ---------------------------------- | -------------------------------------------- | ------------------------------ |
| 1                                          |                                | Conselho de Soberania                  | 1 de janeiro de 1956           | 17 de novembro de 1958 (Depostos)  | Independente                                 | —                              |
| 2                                          |                                | Ibrahim Abboud (1900-1983)             | 17 de novembro de 1958         | 16 de novembro de 1964 (Renunciou) | Militar                                      | —                              |
| -                                          |                                | Sirr Al-Khatim Al-Khalifa (1919-2006)  | 16 de novembro de 1964         | 3 de dezembro de 1964              | NUP                                          | —                              |
| 3                                          |                                | Primeiro Comitê de Soberania           | 3 de dezembro de 1964          | 10 de junho de 1965                | Independente                                 | —                              |
| 4                                          |                                | Segundo Comitê de Soberania            | 10 de junho de 1965            | 8 de julho de 1965                 | Independente                                 | —                              |
| 5                                          |                                | Ismail al-Azhari (1900-1969)           | 8 de julho de 1965             | 25 de maio de 1969 (Deposto)       | DUP                                          | —                              |
| República Democrática do Sudão (1969-1985) |                                |                                        |                                |                                    |                                              |                                |
| 6                                          |                                | Yaffar al Numeiry (1928-2009)          | 25 de maio de 1969             | 6 de abril de 1985 (Deposto)       | SSU                                          | 1971 1977 1983                 |
| 7                                          |                                | Abdel Rahman Swar al-Dahab (1934-2018) | 6 de abril de 1985             | 10 de outubro de 1985              | Militar                                      | —                              |
| República do Sudão (1985-presente)         |                                |                                        |                                |                                    |                                              |                                |
| (7)                                        |                                | Abdel Rahman Swar al-Dahab (1934-2018) | 10 de outubro de 1985          | 6 de abril de 1986                 | Militar                                      | —                              |
| 8                                          |                                | Ahmed al-Mirghani (1942-2008)          | 6 de abril de 1986             | 30 de junho de 1989 (Deposto)      | DUP                                          | —                              |
| 9                                          |                                | Omar al-Bashir (n.1944)                | 30 de junho de 1989            | 11 de abril de 2019 (Deposto)      | NPC                                          | 1996 2000 2010 2015            |
| 10                                         |                                | Ahmed Awad Ibn Auf (n.1956)            | 11 de abril de 2019            | 12 de abril de 2019 (Deposto)      | Militar                                      | —                              |
| 11                                         |                                | Abdel Fattah al-Burhan (n.1960)        | 12 de abril de 2019            | 20 de agosto de 2019               | Militar                                      | —                              |
| 12                                         |                                | Conselho de Soberania                  | 20 de agosto de 2019           | 25 de outubro de 2021 (Deposto)    | Nenhum (FFC e Conselho Militar de Transição) | —                              |
| (11)                                       |                                | Abdel Fattah al-Burhan (n.1960)        | 25 de outubro de 2021          | Presente                           | Militar                                      | —                              |

### Afiliações
- UNF - Frente Unida Nacional
- NUP - Partido Nacional Unionista (renomeado para Partido Democrático Unionista)
- DUP - Partido Democrático Unionista
- SSU - União Socialista Sudanesa
- NC - Congresso Nacional
- Militar